# Chazy CDP (Nueva York)
Chazy es un lugar designado por el censo ubicado en el condado de Clinton en el estado estadounidense de Nueva York. En el Censo de 2020 tenía una población de 548 habitantes y una densidad poblacional de 123,42 habitantes por km². Fue incluido como CDP en el censo de 2020.

## Geografía
Chazy se encuentra ubicado en las coordenadas 44°53′22″N 73°26′9″O / 44.88944, -73.43583. Según la Oficina del Censo de los Estados Unidos,  tiene una superficie total de 4,44 km², de la cual 4,39 km² corresponden a tierra firme y 0,05 km² a agua.